# Trinaksodon
Trinaksodon − wymarły synapsyd z grupy cynodontów, zamieszkujący południowe lasy około 240 mln lat temu. Był mięsożerny, polował na małe kręgowce, owady i inne bezkręgowce. Posiadał cechy gadów i ssaków (najprawdopodobniej okryty był sierścią i posiadał przeponę). Był prawdopodobnie stałocieplny ponieważ znaleziono jego pozostałości zwinięte w kłębek − zwierzęta zmiennocieplne nie zwijają się w kłębek.

## Dane liczbowe
- Długość: 40 cm
- Waga: ok. 1 kg

## Występowanie
Południowa część Pangei. Skamieniałości pochodzą głównie z Afryki.

## Budowa ciała
- Głowa − duża, z dobrze rozwiniętymi jamami nosowymi co wskazuje, że posiadał dobry węch.
- Zęby − zachowały się siekacze, kły i łamacze (wykształcone z zębów trzonowych). Ze względu na brak zębów trzonowych nie mógł przeżuwać pokarmów.
- Tułów − kręgi grzbietowe były uniesione i wzmocnione co pomagało podczas biegu, żebra natomiast skracają się co wskazuje że posiadał przeponę
- Kończyny przednie − słabe, masa ciała opierała się na kościach ramion
- Kończyny tylne − mocne, skierowane do przodu, z wykształconą kością pięty.
- Ogon − posiadał krótki ogon.

## Odżywianie
Mięsożerny, odżywiał się głównie małymi kręgowcami i bezkręgowcami. Budowa zębów uniemożliwiała przeżuwanie tak więc musiał rozrywać pożywienie i połykać małymi kęsami.

## Rozmnażanie
Najprawdopodobniej rozmnażał się podobnie jak dzisiejsze kolczatki i dziobaki – składając jaja. Małe na podstawie znalezionych skamielin posiadały od momentu wyklucia zęby, co wskazuje że nie były raczej karmione mlekiem.